# Geometrical analysis for interactive aid
Pour les articles homonymes, voir Gaïa (homonymie).
Geometrical analysis for interactive aid (GAIA), est une approche descriptive d'aide à la décision multicritère associée aux méthodes PROMETHEE.
La méthode GAIA permet au décideur de visualiser les principales caractéristiques d'un problème de décision : il est capable d'identifier facilement les conflits ou les synergies entre les critères, d'identifier des groupes d'actions et de mettre en évidence des performances remarquables.

## Méthode
Toute action {\displaystyle a_{i}} peut donc être caractérisée par un vecteur {\displaystyle {\vec {\phi }}(a_{i})=[\phi _{1}(a_{i}),...,\phi _{k}(a_{i}),\phi _{q}(a_{i})]}, (défini par la méthode PROMETHEE), dans un {\displaystyle q} espace dimensionnel. Le plan GAIA est le plan principal obtenu en appliquant une analyse en composantes principales à l'ensemble des actions dans cet espace.